# Cyrtolobus tuberosa
Cyrtolobus tuberosa är en insektsart som beskrevs av Leon Fairmaire. Cyrtolobus tuberosa ingår i släktet Cyrtolobus och familjen hornstritar. Inga underarter finns listade i Catalogue of Life.